# Flexliner
Flexliner ist der Begriff, den ABB Scandia (heute im Besitz von Bombardier) seit Mitte der 1990er Jahre für die Triebfahrzeugfamilie aus IC3, der IR4, der IC2 und der Contessa (Öresundståg) verwendet. Ein gemeinsames Merkmal dieser Typen ist die markante Front, die ursprünglich für den IC3 entwickelt wurde.

## Geschichte
Mitte der 1990er Jahre hatte die DSB ihren Bedarf an IC3- und IR4-Zügen allmählich gedeckt. Die Aufträge für das Werk der ABB Scandia in Randers, das für die Produktion der Züge zuständig war, gingen zur Neige, obwohl man mit einem Auftrag für die IC2-Züge rechnete. Alle drei Zugtypen (IC3-, IR4- und IC2-Züge) wiesen eine Reihe gemeinsamer Merkmale auf, darunter das Front- und Führerstandssystem und die Wagenkästen.
Aufgrund der vielen gemeinsamen Merkmale und der "Interoperabilität" (d. h. die drei Typen konnten unabhängig von der Antriebsart zusammen verkehren) wählte man einen internationalen Namen: Flexliner, oft mit vorangestelltem "The".
Dies sollte andere Eisenbahnunternehmen zum Kauf von Zügen dieses Typs bewegen.
Abgesehen von einigen wenigen Verkäufen von IC3-Zügen nach Schweden, Israel und Spanien (die allerdings vor Ort in Lizenz gebaut wurden) und der Lieferung von Teilen (d. h. Führerstand und Front) nach Belgien war der Erfolg gering.
In Deutschland bewarb sich die Tegernsee-Bahn Betriebsgesellschaft mit dem Flexliner an der Ausschreibung um das Oberland-Netz, das die Bayerische Oberlandbahn gewann. Die letzten Züge vom Typ Flexliner waren die Contessa von DSB und SJ. Die Entwicklung des Konzepts wurde zu Beginn des neuen Jahrtausends eingestellt.